# Adolf van der Aa
Pour les articles homonymes, voir van der Aa.
Adolf van der Aa, né en 1522 et mort le 21 juin 1568, est un militaire hollandais.

## Biographie
D'une famille noble, il est le fils de Jan van der Aa, seigneur de Schiplaecken, bourgmestre de Malines, et de Barbara Kerremans. Marié à Sophia van Nispen, il est l'oncle de Philips van der Aa.
En 1567, il organise une attaque contre la ville de Walcheren mais Ferdinand Alvare de Tolède l’exile à cause de cette attaque sans son accord. Il meurt un an plus tard, le 21 juin 1568 à la bataille de Jemmingen.
Il est le frère de Walburge Van Der Aa , épouse du chevalier du Saint Empire  Jean Bonnot seigneur de Cormaillon , écuyer tranchant de Marguerite d'Autriche et Maréchal des Logis de la Reine Marie de Hongrie. 